# Plan de compétitivité et d'adaptation des exploitations agricoles
Le Plan de compétitivité et d'adaptation des exploitations agricoles (PCAE, ou parfois également PCEA) est un dispositif qui en France vise à aider les agriculteurs à investir pour moderniser leur exploitation. 
Il est décliné dans chacune des 21 régions françaises au travers du programme de développement rural régional (PDRR), dont les Conseils régionaux sont « autorité de gestion ». 

## Objectifs
Selon le ministère de l'Agriculture et de l'Alimentation, il s’agit de « moderniser l’appareil de production, d’innover, de combiner performance économique, environnementale, sanitaire et sociale », et aussi de « favoriser l’installation de nouveaux agriculteurs ».

## Histoire
À partir de 2018, le PCEA devient l’un des outils du volet agricole du Grand plan d'investissement créé en France pour la modernisation des exploitations agricoles.

## Financement
Le montant prévisionnel était de 200 M€/an dédiés au plan pour la période 2014-2020. Les budgets alimentant les PCAE sont ensuite passés à 350 M€ par an en 2017. 
L’Argent vient de l’Union européenne, via le fonds européen agricole pour le développement rural (FEADER), mais aussi de l’État (ministère de l’Agriculture) et des régions. Les agences de l'eau et les conseils départementaux peuvent abonder ce fonds ou cofinancer certaines opérations.
Les Régions et l’État, en concertation avec les représentants du monde agricole, ont une stratégie commune construite autour de 4 priorités
- moderniser l’élevage (bâtiments, conditions de travail, autonomie alimentaire du cheptel) y compris depuis peu pour les filières volailles et porc antérieurement non éligibles ;
- moderniser la culture des végétaux (performance économique et environnementale, via une meilleure maîtrise des intrants et la protection des ressources naturelles ; la lutte contre érosion des sols, la préservation de l’eau, la restauration de la biodiversité), dont pour les vergers, la culture sous serres, le développement des cultures de chanvre et de lin, ou encore pour encourager la production de fécule de pommes de terre et de riz pour éviter leur disparition en faveur des céréales ;
- améliorer la performance énergétique des exploitations afin de diminuer leurs charges, dont en encourageant les économies d’énergie et la production d’énergie renouvelable dans les exploitations (panneaux solaires, méthanisation…) ;
- transversalement :ce fonds doit aider au développement de l’agroécologie, en particulier pour les exploitations fonctionnant en groupement d'intérêt économique et environnemental (GIEE).

## Gouvernance
Elle est assurée dans chaque région par un comité de pilotage (COPIL) co-présidé par la région et le préfet de région, regroupant l'ensemble des partenaires régionaux intéressés par sa mise en œuvre.

### Sources administratives
- Fiche PAC - Plan de compétitivité et d’adaptation des exploitations agricoles  (2019) (PDF, 148.96 Ko)
- Le plan pour la compétitivité et l'adaptation des exploitations agricoles 2014-2020 (PDF, 631.23 Ko)